# العلاقات الفنزويلية الماليزية
العلاقات الفنزويلية الماليزية هي العلاقات الثنائية التي تجمع بين فنزويلا وماليزيا.

## مقارنة بين البلدين
هذه مقارنة عامة ومرجعية للدولتين:
| وجه المقارنة                                              | فنزويلا                                  | ماليزيا       |
| --------------------------------------------------------- | ---------------------------------------- | ------------- |
| المساحة (كم2)                                             | 916.45 ألف                               | 330.29 ألف    |
| عدد السكان (نسمة)                                         | 28.87 مليون                              | 31.62 مليون   |
| الكثافة السكانية (ن./كم²)                                 | 31.5                                     | 95.73         |
| العاصمة                                                   | كاراكاس                                  | كوالالمبور    |
| اللغة الرسمية                                             | اللغة الإسبانية، لغة الإشارة الفنزويلية ‏ | لغة ماليزية   |
| العملة                                                    | بوليفار فنزويلي                          | رينغيت ماليزي |
| الناتج المحلي الإجمالي (بليون دولار)                      | 482.36 مليار                             | 314.50 مليار  |
| الناتج المحلي الإجمالي (تعادل القوة الشرائية) بليون دولار |                                          | 817.43 مليار  |
| الناتج المحلي الإجمالي الاسمي للفرد دولار أمريكي          |                                          | 9.77 ألف      |
| الناتج المحلي الإجمالي للفرد دولار أمريكي                 |                                          | 25.64 ألف     |
| مؤشر التنمية البشرية                                      | 0.762                                    | 0.779         |
| رمز المكالمات الدولي                                      | +58                                      | +60           |
| رمز الإنترنت                                              | .ve                                      | .my           |
| المنطقة الزمنية                                           | 00                                       | ت ع م+08:00   |

## منظمات دولية مشتركة
يشترك البلدان في عضوية مجموعة من المنظمات الدولية، منها:
| علم المنظمة | اسم المنظمة                        | تاريخ انضمام فنزويلا | تاريخ انضمام ماليزيا |
| ----------- | ---------------------------------- | -------------------- | -------------------- |
|             | يونسكو                             | 25 نوفمبر 1946       | 16 يونيو 1958        |
|             | وكالة ضمان الاستثمار متعدد الأطراف | 9 مايو 1994          | 6 ديسمبر 1991        |
|             | الأمم المتحدة                      | 15 نوفمبر 1945       | 17 سبتمبر 1957       |
|             | الاتحاد البريدي العالمي            | ?                    | ?                    |
|             | البنك الدولي للإنشاء والتعمير      | 30 ديسمبر 1946       | 7 مارس 1958          |
|             | المنظمة الهيدروغرافية الدولية      | ?                    | ?                    |
|             | الاتحاد الدولي للاتصالات           | 13 أغسطس 1920        | 3 فبراير 1958        |
|             | منظمة حظر الأسلحة الكيميائية       | ?                    | ?                    |
|             | مؤسسة التمويل الدولية              | 28 ديسمبر 1956       | 20 مارس 1958         |
|             | منظمة التجارة العالمية             | ?                    | ?                    |
|             | منظمة الشرطة الجنائية الدولية      | ?                    | ?                    |

## وصلات خارجية
- موقع وزارة الخارجية الفنزويلية
- موقع وزارة الخارجية الماليزية